# ابن سيد اللغوي
أحمد بن أبان بن سيد اللغوي الأندلسي هو لغوي وأديب وعالم من علماء الأندلس أخذ عن أبي علي القالي وغيره من علماء بلاده وكان عالما حاذقا أديبا معتنيا باللغات والآداب وروايتها وتصنيفها شرح كتاب الكسائي وكتاب سيبويه وله كتاب العالم في اللغة وكتاب العالم والمتعلم في النحو.